# Veliki Žitnik
Veliki Žitnik je naselje u Republici Hrvatskoj, u sastavu Grada Gospića, Ličko-senjska županija. 

## Stanovništvo
Prema popisu stanovništva iz 2001. godine, naselje je imalo 74 stanovnika te 33 obiteljskih kućanstava.

Prema popisu stanovništva 2011. godine naselje je imalo 47 stanovnika.
| broj stanovnika | 245   |       |       | 325   | 323   | 234   | 273   | 307   | 333   | 315   | 286   | 236   | 146   | 115   | 74    | 47    | 34    |
|                 | 1857. | 1869. | 1880. | 1890. | 1900. | 1910. | 1921. | 1931. | 1948. | 1953. | 1961. | 1971. | 1981. | 1991. | 2001. | 2011. | 2021. |

## Poznate osobe
- Ante Starčević – hrvatski političar i pravnik
- David Starčević – hrvatski političar
- Mile Starčević – hrvatski političar